# Dorian Gregory

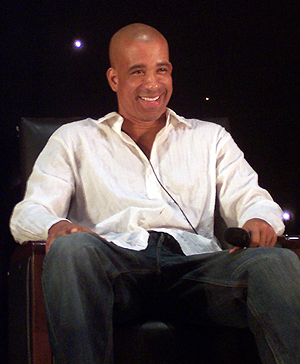
Dorian Gregory, 2006

Dorian Gregory (* 26. Januar 1971 in Washington, D.C.) ist ein US-amerikanischer Filmschauspieler und TV-Moderator.
Mit neun Jahren zog er nach Los Angeles, Kalifornien. Seine Schauspielkarriere begann Dorian Gregory ab 1991 mit Gastrollen in verschiedenen Serien. So war er u. a. in Baywatch, Beverly Hills, 90210 und Sister, Sister zu sehen. Seine erste größere Rolle spielte er in Baywatch Nights, wo er von 1996 bis 1997 als „Diamont Teague“ zur Stammbesetzung gehörte. 1998 erhielt Dorian Gregory die Rolle des Polizisten „Darryl Morris“ in der Serie Charmed, die er bis 2005 spielte. 2003 bis 2006 war er Moderator der Musikshow Soul Train. Es folgten überwiegend kleinere Filmproduktionen und Fernsehrollen.
Privat engagiert sich Gregory stark für verschiedene Wohltätigkeitsorganisationen. Als Mitglied des „Jeopardy Programms“ des Los Angeles Police Departments setzt er sich für Jugendliche mit Problemen ein. Außerdem fungiert er als Sprecher für die American Diabetes Association, wobei er seine eigenen Erfahrungen einbringen kann, denn er leidet selbst seit seiner Kindheit an Diabetes. Des Weiteren ist Dorian Gregory für das „AIDS Project LA“ und für die Organisation „Mothers Against Drunk Driving“ tätig.

## Filmografie (Auswahl)
- 1991/1992: Star Trek – Das nächste Jahrhundert Staffel 5 Folge 15
- 1996–1997: Baywatch Nights (Fernsehserie, 17 Folgen)
- 1998–2005: Charmed – Zauberhafte Hexen (Charmed, Fernsehserie, 70 Folgen)
- 2005: Getting Played
- 2013: Deceitful
- 2017: The Lurking Man
- 2018: When It Comes Around
- 2019: Christmas Matchmakers
- 2021: The Wrong Real Estate Agent